# 慕克里·马哈迪
拿督斯里慕克里·马哈迪（1964年11月25日—），马来西亚政治人物，祖国斗士党主席。为吉打州第11任暨第13任州务大臣，曾出任国际贸易与工业部第一副部长、吉打尤仑国会议员，吉打州议会日得拉以及亚依淡州议员。毕业于上智大学和波士顿大学，是前首相马哈迪·莫哈末之子。

## 早期生活
慕克里于1964年11月25日出生。据其父亲马哈迪·莫哈末在《医生当家：敦马哈迪医生回忆录》中回忆说，慕克里年轻的时候有点吊儿郎当，并对学业不是很在意。后来马哈迪把他送往日本，他在那里也学习了一口流利的日文。之后，他被送往美国升学，那时的他开始变得比以前更成熟。

## 吉打州务大臣

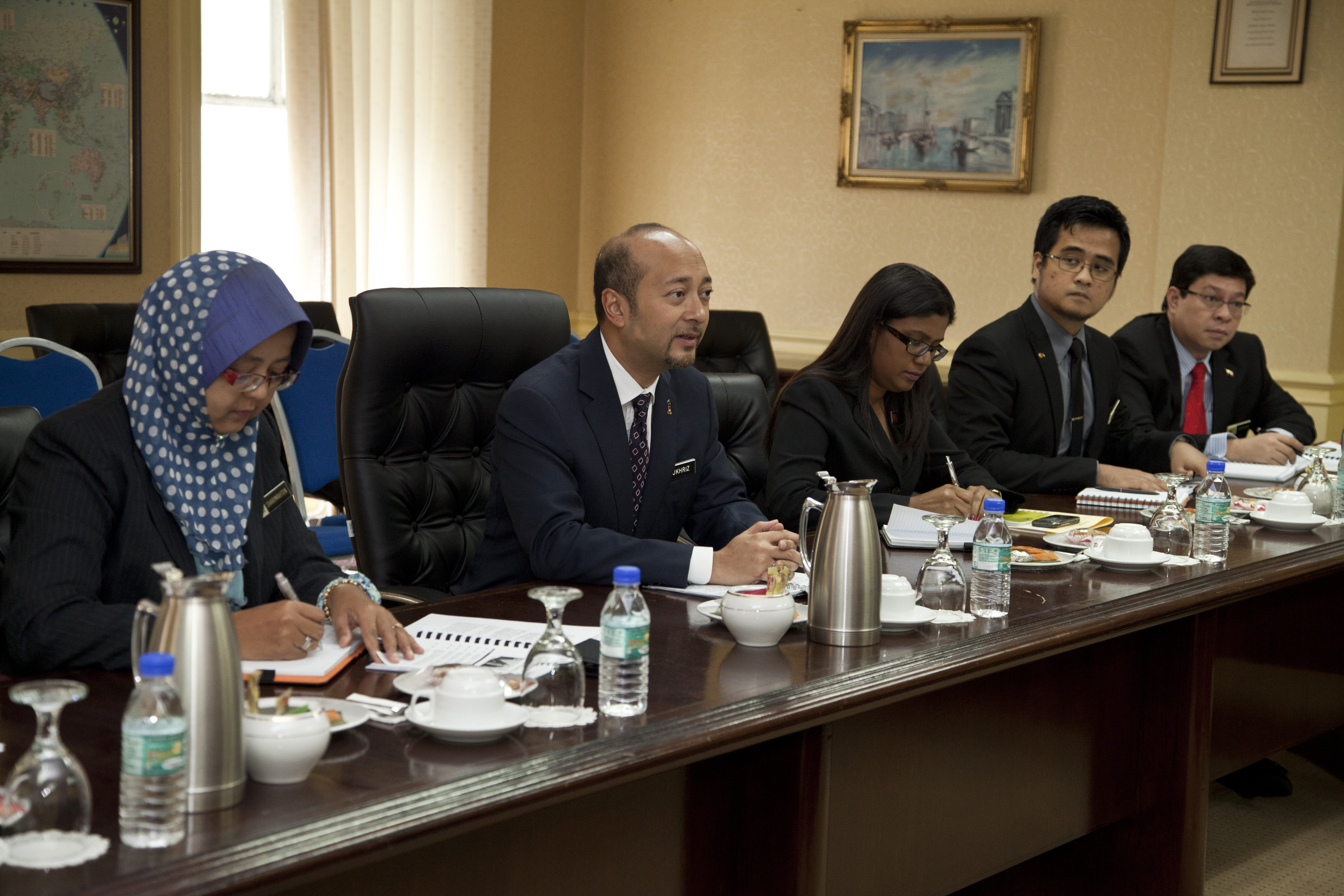
2013年的慕克里

2013年马来西亚大选时，慕克里“弃国攻州”，带领吉打州国阵重夺吉打州执政权，以吉打亚依淡州议员的身份出任州务大臣。

### 辞去大臣职位
2015年，马哈迪·莫哈末针对一个马来西亚发展有限公司丑闻（1MDB）及“26亿门事件”要求时任首相纳吉·阿都拉萨下台，慕克里也数次发言支持马哈迪。2016年1月，吉打巫统党内一群以州议员阿末峇沙为首的纳吉支持者公开要求慕克里下台，纳吉也以国阵主席的身份向吉打王室提出撤换州务大臣建议。
吉打州摄政王理事会轮流单独召见朝野州议员，进行闭门会唔，咨询他们是否已经不再信任慕克里，但由于未实际达到19席过半数，且州议会主要反对党伊斯兰党籍州议员已经公开支持慕克里，场面一度陷入僵局。纳吉献议以提名慕克里成为上议员的方式进入联邦内阁出任副部长，以换取慕克里辞职，被慕克里所拒。面对逼宫危机期间，他的女儿米拉·艾丽雅娜·慕克里曾三次在社交媒体Instagram发出与他相关的图以显示对他的支持。但最终，慕克里还是于2月3日宣布辞职，并由阿末峇沙继任，解除了宪政危机。
随后，慕克里加入了父亲新创立的土著团结党，与其他反对党结盟组成希望联盟以寻求政党轮替。

## 再任吉打大臣
2018年大选，慕克里代表希望联盟再次出征尤仑国会议席及日得拉州议席，成功各别打败当时寻求连任的国民阵线代表奥斯曼阿兹及阿米努丁，并一举夺下吉打州执政权，再度受委为吉打州务大臣。

## 二度辞职
2020年2月24日，时任土著团结党总裁慕尤丁宣布该党退出希望联盟，使慕克里掌握的吉打政权陷入变动危机。
土团党在政治危机中分裂成两派，分别支持慕尤丁和马哈迪。慕克里领导的土团党吉打政权陷入了很尴尬的情况，因为希盟剩下的三个政党掌握吉打13席州议席，巫统和伊期兰党阵营掌握17席，土团党只有6席，而马哈迪已经扬言不会与巫统和伊期兰党合作。慕克里在召开的记者会上宣称，他不会辞去吉打大臣职位，并会尽力支持父亲马哈迪的吉打政权。2月27日，慕克里宣布自己取得了吉打州18名来自希盟及土团党州议员的一致支持，继续与希盟组成联合政府，得以保住吉打大臣一职。
5月12日，慕克里领导的吉打土团党的4名议员宣布倒戈，同时公正党也有两名议员退党，改为支持慕尤丁领导的国民联盟，使吉打州议席形成希盟13席对巫伊阵营23席的情况。5月17日，慕克里宣布辞去州务大臣职务，由伊党莫哈末沙努西接任其州务大臣职位，吉打希盟政权正式倒台。

## 在野
2020年马来西亚政治危机中，土团党分裂成两派，分别以马哈迪和慕尤丁为首，展开政治对立。慕克里在政治危机中全力支持父亲马哈迪，多次批评慕尤丁领导的国民联盟。5月28月，土团党执行秘书莫哈末苏海米志期发函宣布，对马哈迪派系在5月18日的国会会议中，没有支持总理兼党主席丹斯里慕尤丁领导的国民联盟政府，宣布马哈迪派系等6人自动丧失党籍，慕克里是其中之一。但因为马哈迪与慕尤丁领导的土团党最高理事会派系就党籍问题据理力争，他依然保留着土团党党籍名义。6月4日晚，土团党最高理事会正式宣布终止马哈迪派系等6人党籍。他在马哈迪的带领下，於6月8日与其他被终止党籍的土团党领袖入禀法院，挑战终止他们党籍的决定，该诉讼于8月7日被法庭撤消宣告失败。隨後，慕克里加入父親新創立的祖国斗士党。

## 相关事件
2020年8月21日，慕克里的长女米拉·艾丽雅娜·慕克里和女婿在酒吧消遣，因抵触复原行动管制令而遭警方逮捕。慕克里事后也证实了此事，并感谢吉隆坡警方采取严厉和公平的行动。

## 个人生活
1993年11月14日，慕克里与Norzieta Zakaria结婚，育有四个孩子。其女儿米拉·艾丽雅娜·慕克里曾受邀为时尚杂志拍摄封面照片，并曾因违反SOP而遭警方逮捕。

## 选举成绩
| 年份 | 选区           | 候选人 | 候选人               | 得票数 | 得票率 | 竞选对手                       | 竞选对手                 | 得票数 | 得票率 | 总票数 | 多数票 | 投票率 |
| ---- | -------------- | ------ | -------------------- | ------ | ------ | ------------------------------ | ------------------------ | ------ | ------ | ------ | ------ | ------ |
| 2008 | 吉打 P005 尤仑 |        | 慕克里（巫统）       | 19,424 | 53.01% |                                | 依德里斯·阿末（回教党）  | 17,219 | 46.99% | 37,297 | 2,205  | 81.95% |
| 2018 | 吉打 P005 尤仑 |        | 慕克里（土著团结党） | 18,695 | 41.86% |                                | 阿都干尼阿末（伊斯兰党） | 12,829 | 28.72% | 44,822 | 5,866  | 83.00% |
| 2018 | 吉打 P005 尤仑 |        | 慕克里（土著团结党） | 18,695 | 41.86% | 奥斯曼阿兹（巫统）             | 12,413                   | 27.79% |        | 44,822 | 5,866  | 83.00% |
| 2022 | 吉打 P005 尤仑 |        | 慕克里（祖国斗士党） | 3,144  | 6.02%  |                                | 阿都干尼阿末（伊斯兰党） | 31,685 | 60.69% | 52,909 | 20,456 | 77.23% |
| 2022 | 吉打 P005 尤仑 |        | 慕克里（祖国斗士党） | 3,144  | 6.02%  | 奥斯曼阿兹（巫统）             | 11,229                   | 21.51% |        | 52,909 | 20,456 | 77.23% |
| 2022 | 吉打 P005 尤仑 |        | 慕克里（祖国斗士党） | 3,144  | 6.02%  | 法基尔莫哈末阿里（人民公正党） | 6,149                    | 11.78% |        | 52,909 | 20,456 | 77.23% |

| 年份 | 选区       | 候选人 | 候选人               | 得票数 | 得票率 | 竞选对手                   | 竞选对手                 | 得票数 | 得票率 | 总票数 | 多数票 | 投票率 |
| ---- | ---------- | ------ | -------------------- | ------ | ------ | -------------------------- | ------------------------ | ------ | ------ | ------ | ------ | ------ |
| 2013 | N04 亚依淡 |        | 慕克里（巫统）       | 14,083 | 54.55% |                            | 阿都干尼阿末（伊斯兰党） | 11,637 | 45.07% | 26,200 | 2,446  | 88.61% |
| 2018 | N06 日得拉 |        | 慕克里（土著团结党） | 18,852 | 55.03% |                            | 阿米努丁奥玛（巫统）     | 8,003  | 23.36% | 34,252 | 10,849 | 83.00% |
| 2018 | N06 日得拉 |        | 慕克里（土著团结党） | 18,852 | 55.03% | 祖哈兹米奥斯曼（伊斯兰党） | 7,064                    | 20.62% |        | 34,252 | 10,849 | 83.00% |